# Aubria subsigillata
Aubria subsigillata is een kikker uit het geslacht Aubria en de familie Pyxicephalidae. De soort werd voor het eerst wetenschappelijk beschreven door André Marie Constant Duméril in 1856. Oorspronkelijk werd de wetenschappelijke naam Rana subsigillata gebruikt. De voormalige soort Aubria occidentalis wordt tegenwoordig beschouwd als een synoniem voor Aubria subsigillata.
Aubria subsigillata komt voor in delen van Afrika en leeft in de landen Equatoriaal-Guinea, Gabon, Guinee, Ivoorkust en Liberia.